# Eulsaverdrag

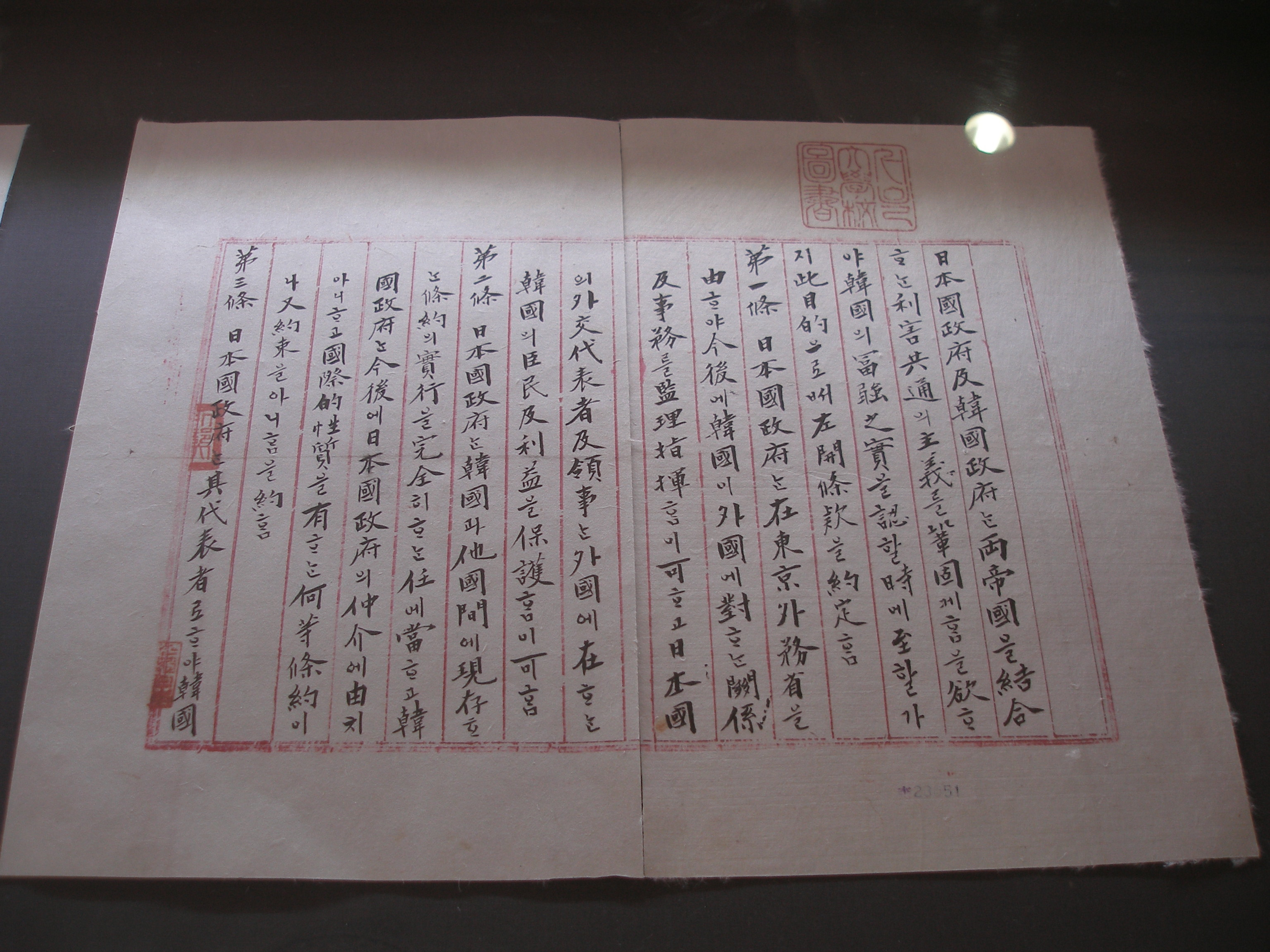
Het Eulsaverdrag

Het Eulsaverdrag, gedateerd op 17 november 1905, is een verdrag tussen het keizerrijk Japan en het keizerrijk Korea waarbij Korea een Japans protectoraat werd. Dit protectoraat eindigde in 1910 met de volledige annexatie door Japan.
Het verdrag was een uitvloeisel van de Russisch-Japanse Oorlog waardoor Korea in de Japanse invloedssfeer terechtkwam. Door het verdrag verloor Korea zijn diplomatieke soevereiniteit.
Het verdrag werd ondertekend door vijf Koreaanse ministers, maar niet door de keizer, de eerste minister en nog twee ministers. Ook kreeg het verdrag nooit het keizerlijke zegel. Dit alles is de reden dat Koreaanse historici de rechtsgeldigheid van het verdrag steeds hebben betwist.
Keizer Gojong zond persoonlijke brieven naar de belangrijkste landen om de geldigheid van het verdrag te weerspreken. Ook zond de keizer in 1907 drie geheime missies naar de tweede Vredesconferentie van Den Haag om te protesteren tegen de onredelijkheid van het verdrag. De grootmachten wilden Korea echter niet tot de conferentie toelaten.